# Żronkowate
Żronkowate (Mutillidae) – rodzina os. Bezskrzydłe samice gatunków tej rodziny przypominają mrówki. Larwy tych os są parazytoidami błonkówek zakładających gniazda podziemne. Z 5000 gatunków żronkowatych większość występuje w tropikach. W Polsce stwierdzono występowanie czterech gatunków: Myrmosa atra, Paramyrmosa brunnipes, Dasylabris maura i Physetopoda halensis.

## Podrodziny
Lelej (2002) w krainie palearktycznej wyróżnia 9 podrodzin:

W nawiasach podano liczbę gatunków
- Myrmosinae(inne języki) (31)
- Kudakrumiinae(inne języki) (13)
- Pseudophotopsidinae(inne języki) (24)
- Ticoplinae(inne języki) (6)
- Myrmillinae(inne języki) (68)
- Mutillinae(inne języki) (256)
- Sphaeropthalminae(inne języki) (2)
- Dasylabrinae(inne języki) (103)
- Ephutinae(inne języki) (3)